# Catasigerpes nigericus
Catasigerpes nigericus es una especie de mantis de la familia Hymenopodidae.

## Distribución geográfica
Se encuentra en Nigeria.